# 三悪人
『三惡人』（さんあくにん、原題：3 Bad Men）は、1926年のアメリカ映画。ジョン・フォード監督による西部劇映画である。

## ストーリー
土地解放時代のダコタ準州。3人のならず者が父を殺されたという女を守るために戦う。

## キャスト
- ジョージ・オブライエン
- オリーヴ・ボーデン
- ルー・テリジェン
- J・ファレル・マクドナルド
- トム・サンチ
- フランク・カンポー
- プリシラ・ボナー
- オーティス・ハーラン
- アレック・B・フランシス
- フィリス・ヘイヴァー